# Filakopí
Filakopí (en griego, Φυλακωπή) es un sitio arqueológico de la isla de Milo (antigua Melos), en el archipiélago de las Cícladas. Es uno de los más importantes del mundo egeo para el periodo del Bronce Antiguo.
Ocupado ya hacia 3300 a. C., Filakopí perteneció inicialmente a la civilización cicládica pero sufrió la influencia de la civilización minoica, y después de la civilización micénica. El asentamiento fue abandonado al final de la Edad del Bronce. Los vestigios más importantes son los muros ciclópeos, el megaron y el santuario. Una de las actividades más destacadas del lugar era la explotación de obsidiana.

## Fases cronológicas
El análisis estratigráfico del yacimiento realizado por los primeros excavadores permitió distinguir en Filakopí una primera fase pre-urbana y cuatro fases urbanas posteriores. La primera fase urbana, Filakopí I, suele asignarse al periodo comprendido entre 2300 y 2000 a. C. Estaba constituida por espacios habitacionales rectangulares. Entre las tumbas, predominaban las cistas aunque también se han hallado tumbas excavadas en roca. 
Por otra parte, la historiografía distingue entre los diversos ámbitos de cultura cicládica la llamada «cultura Filakopí», que corresponde al periodo cicládico antiguo III y a la fase inicial del cicládico medio I, comprendido aproximadamente entre los años 2050/2000 y 1900/1850 a. C. En ella, las estatuillas cicládicas van desapareciendo progresivamente y consisten principalmente en pequeñas figuras esquemáticas que representan, en forma parecida a una cruz, la figura humana sin rasgos faciales ni articulaciones. En cambio, la cerámica experimentó un notable progreso y se encuentran variadas formas.
En la fase conocida como Filakopí II, que corresponde al periodo cicládico medio (2000-1600 a. C.) ya era el principal asentamiento de la isla de Melos. La ciudad contaba con una doble muralla. La muralla exterior, más débil, estaba hecha de tierra reforzada con algunas piedras, mientras la interior la formaban tierra y piedras pequeñas en la parte inferior y bloques ciclópeos encima. Estaban separadas por una distancia de tres metros y en ciertos lugares se unían mediante muros transversales. Además, un sector tenía una puerta secreta protegida por un muro.
Tras una destrucción provocada probablemente por la erupción del volcán de Tera, nace la nueva fase de la ciudad: Filakopí III, que comprende aproximadamente el periodo entre los años 1600 y 1400 a. C. Le sigue una cuarta fase, Filakopí IV, que es la correspondiente al periodo micénico y que incluye el periodo comprendido entre 1400 y 1100 a. C.

## El megaron
El llamado megaron, del que se estima que tenía una función similar a los palacios micénicos, se construyó sobre una primitiva mansión en la que se encontró un fragmento de una tablilla de lineal A fechada en torno al 1650 a. C. Otro hallazgo destacado fue un molde de piedra para una doble hacha que posiblemente estuvo en uso en torno al 1500 a. C.

## Prácticas religiosas
Desde la Edad del Bronce Antigua, los hallazgos de figurillas cicládicas de brazos cruzados muestran que en Filakopí se seguían unas prácticas religiosas similares a las de otros asentamientos cicládicos. A partir del 1700 a. C. se aprecia una influencia procedente de Creta, como muestran las pinturas al fresco.  
Más tarde, hacia el 1400 a. C., se construyó el santuario. En él se hallaron numerosos restos de figurillas votivas de terracota y otras ofrendas. Una de las figurillas más destacadas es la denominada «dama de Filakopí», que puede datarse en torno al 1350 a. C. Hacia el 1120 a. C. el santuario fue abandonado.

## Historia de las excavaciones
Filakopí fue excavado por primera vez en 1896–1899 por miembros de la Escuela Británica de Atenas entre los que se encontraba Duncan MacKenzie  y después en 1911, en 1963 y en 1974–1977, bajo la dirección de Colin Renfrew.

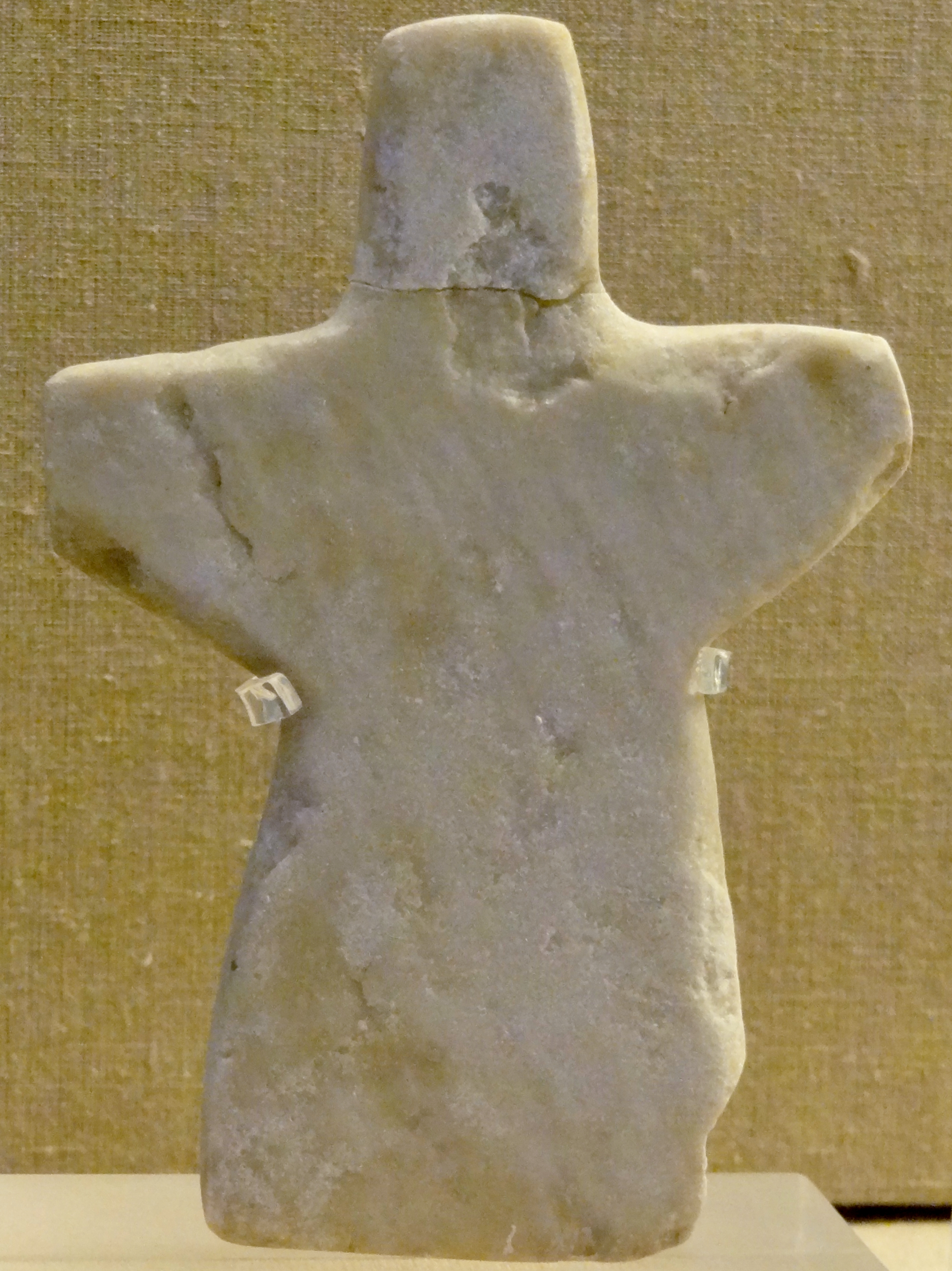
Figurilla cicládica de la fase Filakopí I., Museo de Prehistoria de Thera.
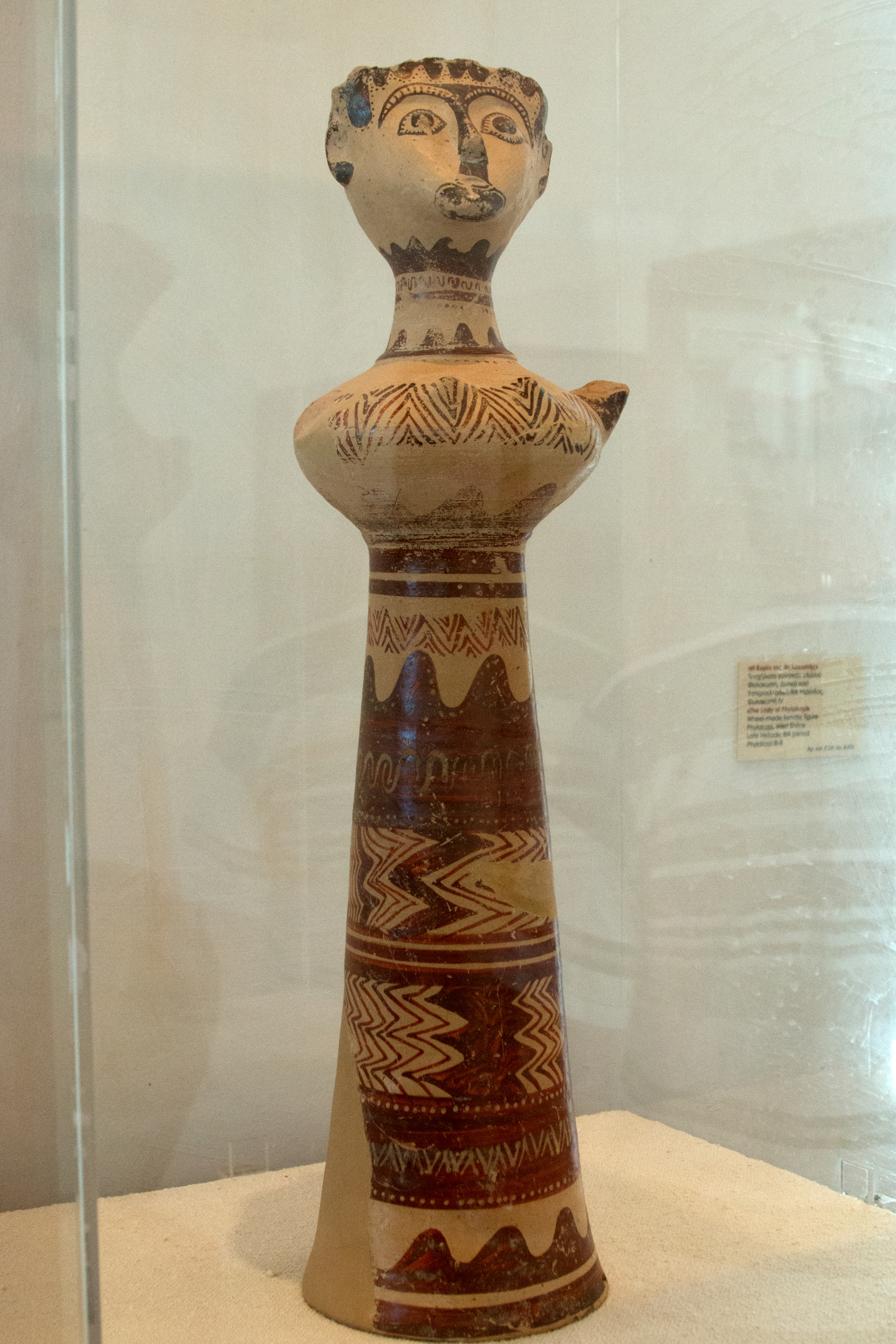
La «dama de Filakopí», perteneciente a la fase micénica del asentamiento. Se expone en el Museo Arqueológico de Milos.
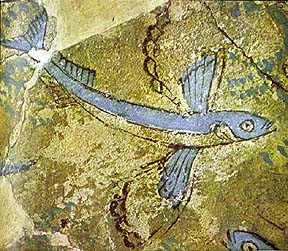
Fresco de un pez volador hallado en Filakopí, Museo Arqueológico Nacional de Atenas.
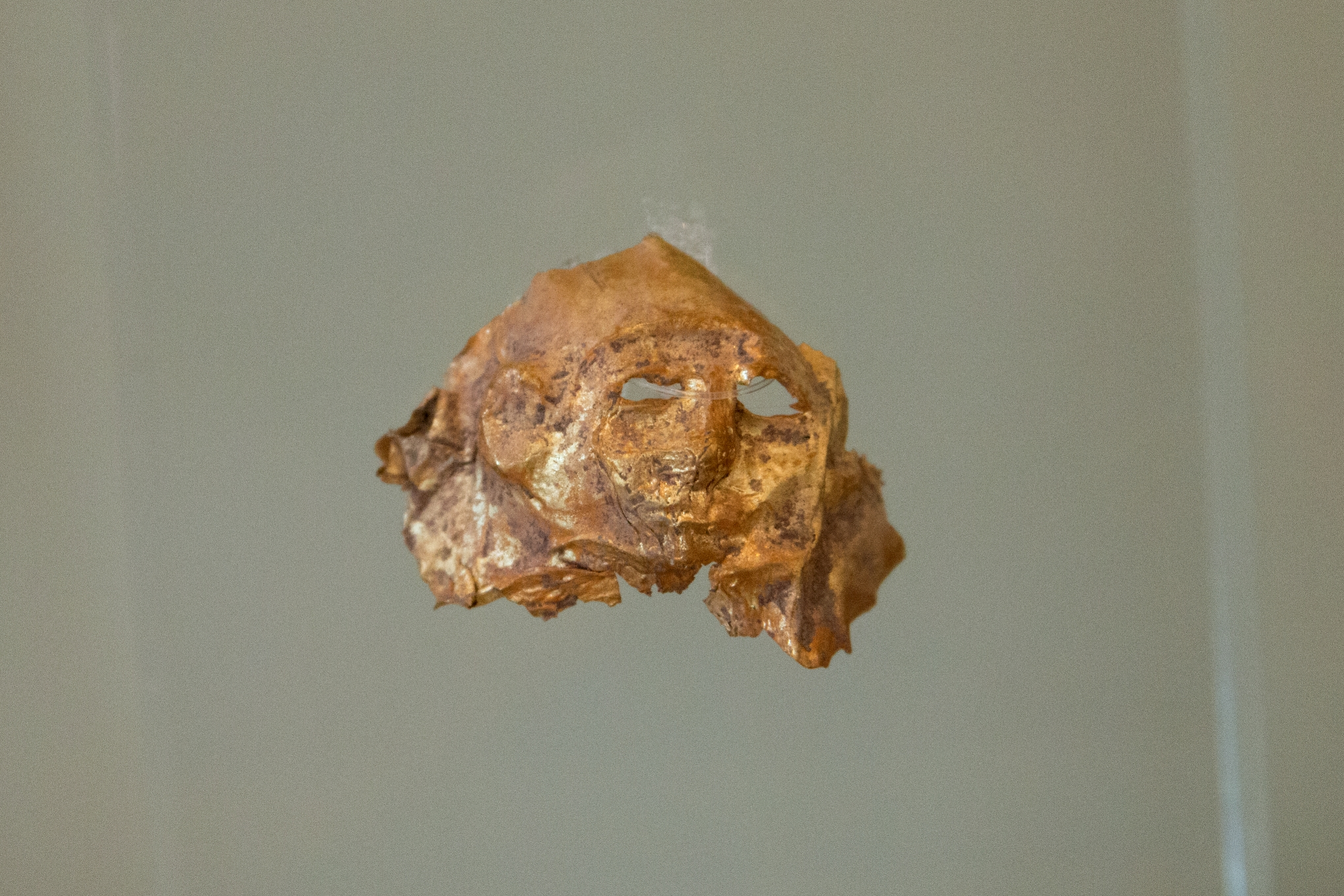
Máscara facial de oro del periodo micénico de Filakopí, Museo Arqueológico de Milos.
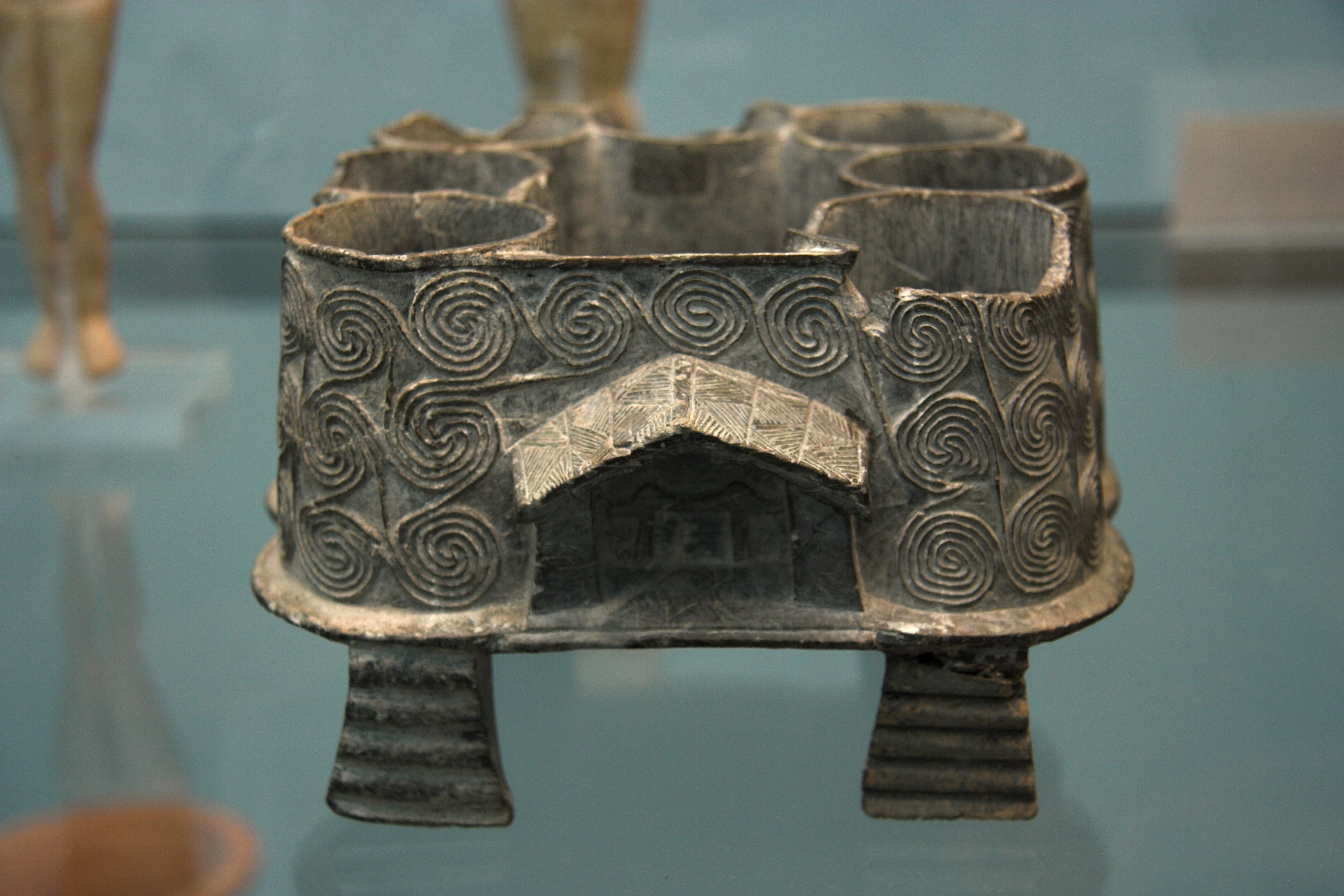
Píxide o cerno, hacia el 2500 a. C., Staatliche Antikensammlungen, Múnich.